# أغليا بابا
أغليا بابا (باليونانية: Αγλαΐα Παπά)‏ هي رسامة يونانية، ولدت في 12 يونيو 1903 في كورفو في اليونان، وتوفيت في 12 يونيو 1984 في بيرايوس في اليونان.